# Hof Henriettenthal
Der Hof Henriettenthal ist eine denkmalgeschützte Anlage, die auf eine Hofgründung durch Georg August von Nassau-Idstein im Jahr 1699 zurückzuführen ist. Sie liegt im hessischen Idstein beim Ortsteil Wörsdorf im Taunus. Der Name ist zurückzuführen auf Georg Augusts Gattin Henriette Dorothea von Oettingen-Oettingen.

## Lage und Beschreibung
Der Hof liegt etwa 500 Meter nordwestlich des Ortsrandes von Wörsdorf im Tal des Wörsbachs. Heute verlaufen in wenigen Metern Abstand östlich des Hofs die Bahnlinie Frankfurt-Limburg auf einem hohen Damm und westlich die Autobahn A3, sowie die ICE-Trasse Frankfurt-Köln (jeweils auf Brücken).
Die Hofanlage ist in klassischer, vierseitig geschlossener Weise ausgeführt. Zwei sich gegenüber liegende Tore gewähren den Zugang. Das aus dem 19. Jahrhundert stammende, verputzte Herrenhaus wurde auf den älteren Grundmauern des abgebrannten Vorgängerbaus errichtet.  Verputztes Herrenhaus des 19. Jh. auf älteren Grundmauern (Wiederaufbau nach Brand). Die Scheunen und Wirtschaftsgebäude sind weitgehend Ziegelbauten, wobei teilweise noch Bruchsteinmauerwerk und Fachwerk feststellbar sind.

## Geschichte
Obwohl es Hinweise gibt, dass bereits 1691 bereits mit dem Bau der neuen Hofanlage begonnen wurde, wird die Gründung des Hofgutes für das Jahr 1699 datiert. Dies vor dem Hintergrund, dass das Hofgut aus dem abgegangenen Dorf Fackenhofen hervorgegangen ist und letzte Grundstückserwerbungen erst 1699 abgeschlossen waren. Dieses Hofgut hatte Georg August bereits 1689 an seine Frau Henriette anlässlich deren erster Niederkunft verschenkt. 1715 entstand das Haupthaus des neuen Hofgutes.
Nach dem Aussterben der Nassau-Idsteiner-Linie 1721 durch den Tod Georg Augusts, fällt das Hofgut in den Besitz der Nassau-Ottweiler-Linie und kurz darauf an die Nassau-Usinger Linie der Familie. Für diese hat das Hofgut wenig Bedeutung, weswegen es vielfach verpachtet wird, bevor es 1819 an die Familie von Dungern verkauft wird. Auch diese Familie verpachtet das Gut mehrfach, bis sie es schließlich 1952 wiederum verkauft. Pächter war unter anderem von 1918 bis 1931 die Stadt Frankfurt, die in Erinnerung an diese Pacht einen Straßenzug als Wörsdorfer Straße benamt.
1875–1877 verliert das Gut erhebliche Agrarflächen, aufgrund des Baus der Eisenbahnlinie nach Limburg an der Lahn. Gleiches passiert 1932 beim Bau der Bundesautobahn A3.
1952 kaufte die Familie Causin das Gut und hielt es bis 1993, als die Deutsche Bahn AG es erwarb. Diese Erwerbung stand vor dem Hintergrund des Neubaus der ICE-Trasse Frankfurt-Köln, in dessen Rahmen das Hofgut als Risikogrundstück galt, auch wenn zum damaligen Planungsstand der Trassenverlauf schon weitgehend feststand und das Grundstück diesen Verlauf nicht gefährdete.
1990 wurde auf früheren landwirtschaftlichen Flächen des Hofgutes ein Golfplatz eingerichtet.